# Vibeke Johansen
Vibeke Lambersøy Johansen (Andenes, Noruega, 27 de julio de 1978) es una nadadora, retirada, especializada en pruebas de estilo libre. Fue medalla de bronce en 50 metros libres durante el Campeonato Europeo de Natación en Piscina Corta de 1996.

## Palmarés internacional
| Campeonato Europeo de Natación en Piscina Corta | Campeonato Europeo de Natación en Piscina Corta | Campeonato Europeo de Natación en Piscina Corta | Campeonato Europeo de Natación en Piscina Corta |
| Año                                             | Lugar                                           | Medalla                                         | Prueba                                          |
| ----------------------------------------------- | ----------------------------------------------- | ----------------------------------------------- | ----------------------------------------------- |
| 1996                                            | Rostock (Alemania)                              | Medalla de bronce                               | 50 m libre                                      |